# Grgur Cserháti
Grgur Cserháti (prvotnog prezimena: Crnković) (mađ: Cserháti Gergely) (Subotica, 1901. – Stolni Biograd, 1977.) je bio svećenik i autor molitvenika. Malo je poznat hrvatskoj znanstvenoj i široj javnosti.
Srednju školu (gimnaziju) je pohađao u Mađarskoj, u Kalači.
Jedno vrijeme je bio zatvoren, a nakon što je bio pušten 1953., duhovničku službu obnaša u Kecelju, Jankovcu, Voktovu, Čataliji i Santovu.
Poslije je bio kapelanom po Vojvodini, a nakon 1977. isto obnaša po Mađarskoj, u selima Dudvaru, Gari, Kaćmaru i Aljmašu. Jedno vrijeme je bio župnikom u Dušnoku i
Bikiću.